# Тарс
Тарс або Тарсус (тур. Tarsus, фінік. , дав.-гр. Ταρσός, Тарсон) — місто в Туреччині (провінція Мерсін). Розташований на річці Тарсус-Чай (у давнину «Кідн»). Населення — 316 382 мешканців (2000).

Відкрита 1886 року залізниця з'єднує Тарсус з Мерсін і Аданою.

## Посилання

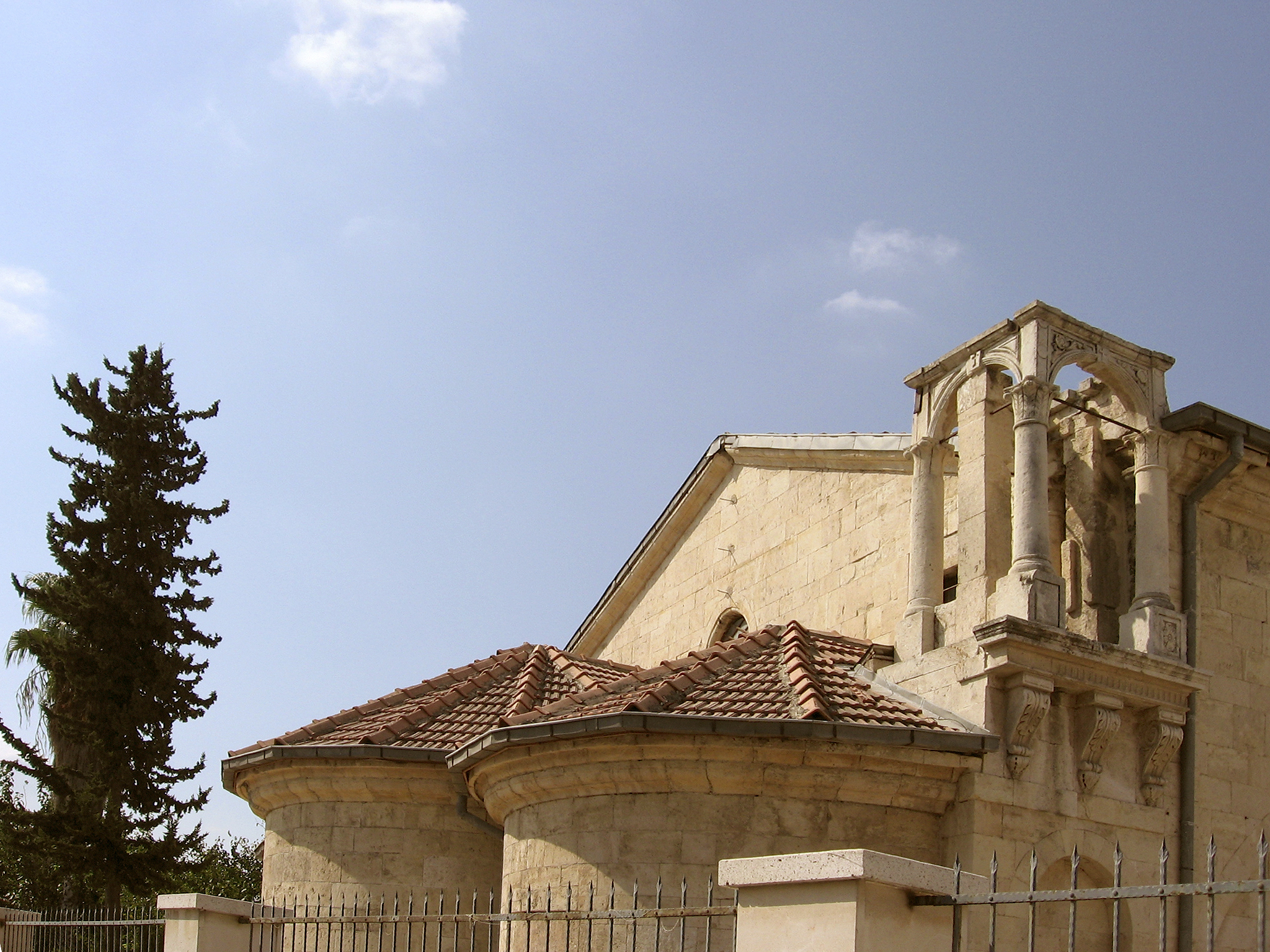
Церква апостола Павла

## Історія
Здавна Тарс був головним містом Кілікії. Вперше згаданий у хеттських джерелах. Наприкінці VIII ст. до н. е. колонізований греками — вихідцями з Аргосу. Захоплений ассирійським царем Синахерібом (705—681 до н. е.); З 607 р. був резиденцією місцевих царів, які пізніше знаходилися у васальній залежності від Персії. Слави і блиску місто досягло в правління Селевкідів, коли в ньому оселилося багато греків, які вели велику торгівлю й заснували вищу школу філософії та граматики, пік розквіту якої припав на перші століття н. е.

 Важливе значення мав Тарс під час війн римлян з парфянами. При арабах він був ще значним і велелюдним містом, пізніше його добробут слабшає і занепадає. Тарс — батьківщина св. апостола Павла.

## Персоналії
- Теодор Кентерберійський (бл. 620—690) — архієпископ Кентерберійський, перший англійський єпископ, зведений у сан примаса Англії.